# Platónské uhlovodíky

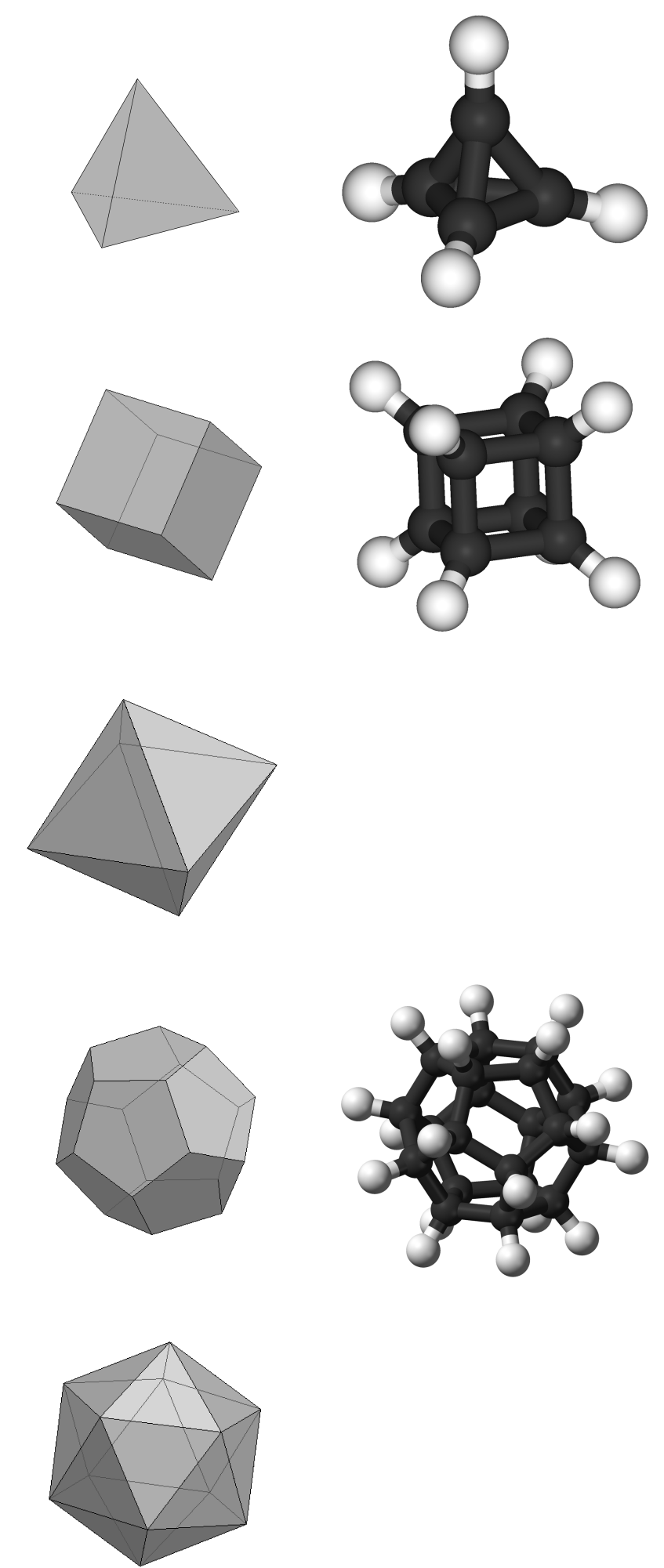
platónské struktury molekul

Platónské uhlovodíky jsou syntetické uhlovodíky, jejichž uhlíkové atomy jsou uspořádány do tvaru některého z pěti Platónských těles, vazby mezi uhlíky odpovídají hranám těchto mnohostěnů a na každý z nich je navázán jeden atom vodíku.
Ne všechny Platónské uhlovodíky mají své rovinné protějšky.

## Přehled

### Tetraedran
Tetraedran (C4H4) je hypotetická sloučenina, dosud (2016) nebyl syntetizován bez substituentů, ovšem předpokládá se, že je stabilní. Bylo připraveno několik derivátů, např. tetra-terc-butyltetraedran a tetra(trimethylsilyl)tetraedran.

### Kuban
- Kuban (C8H8) již byl připraven.

### Oktaedran
Čtyři vazby vycházející z každého uhlíku osmistěnu zabraňují navázání vodíku, molekula oktaedranu by tedy byla alotropní modifikací uhlíku (C6) a nikoliv uhlovodík.

### Dodekaedran
Dodekaedran (C20H20) již byl připraven.

### Ikosaedran
Čtyřvaznost uhlíku znemožňuje, aby byl uhlík na každém vrcholu dvacetistěnu, jelikož z něj vychází pět hran.